# Sandik
Sandik is een bestuurslaag in het regentschap West-Lombok van de provincie West-Nusa Tenggara, Indonesië. Sandik telt 12.632 inwoners (volkstelling 2010).